# ياسوكند
ياسوكند (بالفارسية: حسن‌آباد یاسوکند) هي مدينة تقع في إيران في ناحية كوراني. يقدر عدد سكانها بـ 3,268 نسمة .